# Jozef Olejník
Jozef Olejník (27. ledna 1946 Prešov – 21. srpna 2023 tamtéž) byl slovenský fotbalový obránce a trenér.

## Hráčská kariéra
V československé lize hrál za Tatran Prešov, vstřelil jednu prvoligovou branku. Za prešovský Tatran odehrál obě finálová utkání Československého poháru proti pražské Dukle v ročníku 1965/66. První utkání se hrálo ve středu 4. května 1966 v Prešově a Dukla je vyhrála 2:1. Odveta se hrála ve středu 1. června téhož roku v Praze na Julisce a domácí ji vyhráli 4:0.

### Prvoligová bilance
| Ročník          | Zápasy | Góly | Minuty | Klub             |
| --------------- | ------ | ---- | ------ | ---------------- |
| I. liga 1965/66 | 7      | 1    | 630    | TJ Tatran Prešov |
| CELKEM I. LIGA  | 7      | 1    | 630    |                  |

## Trenérská kariéra
Po skončení hráčské kariéry se stal trenérem. Věnoval se výchově prešovského žactva a dorostu.